# Pułtusk
Pułtusk é um município da Polônia, na voivodia da Mazóvia e no condado de Pułtusk. Estende-se por uma área de 23,07 km², com 19 448 habitantes, segundo os censos de 2017, com uma densidade de 843 hab/km².